# MAC 58重機槍
MAC-58是一款由法国自二战過後，由圣-艾蒂安兵工廠（法語：Manufacture d'Armes de St-Etienne，其中一間法國政府轄下的一些國營武器工廠，簡稱：MAS）所研製的重機槍，是AA-52的12.7×99毫米（.50 BMG）大口徑版本。
有數挺MAC-58的原型槍進行了測試、在法軍內部服役和保持繼續生產，但由於大量的美國白朗寧M2重機槍早已經在法軍內部服役，因此它沒有量產。

## 研發
1950年9月23日DM46 ST/MRA，沙泰勒羅兵工廠（法語：Manufacture d'Armes de Châtellerault，簡稱：MAC）收到製作一挺12.7毫米機槍的研究，以取代白朗寧M2的臨時計劃。
武器功能當中只有火力模式受到要求強加。其他功能都留給了參與研究的米盧斯、沙泰勒羅和聖-艾蒂安這三家工廠自行倡議。
在沙泰勒羅兵工廠方面，這項目的研究根據首席工程師馬丁和指示的董事，BMI和BMI Rabbe Nardin的命令以下委託給Davail技術員。1956年2月12日，這研究在DEFA技術部演示武器的三維圖和原型槍的實現時告終。該武器受AA-52通用機槍所啟發，其外殼壓制鋼需要當時的沙泰勒羅塑機使用最近投入的、接近300—400噸的壓力實現。它重達26千克，也就是說要比白朗寧M2HB美國.50口徑重機槍（39公斤）輕便得多。

## 規格
沙泰勒羅兵工廠制定了符合12.7毫米重機槍的種種規格。「武器必須：
1. 可作為高適應性和安裝在載具以上的車載輕機槍；
2. 在對高空約1,000米的直升機或輕型飛機有著有效的火力；
3. 射程可在達到1,000米和2,000米之間調節；
4. 制定重量可以方便搬運，特別是在著陸的地面進行射擊；
5. 比美國12.7毫米重機槍更容易維護和操作；
6. 發射由美國制定、不同類型的12.7毫米彈藥（尤其穿甲彈需要有效擊破達600米的輕型裝甲）。

它不需要因應全新的射擊地點而多加考慮注意，美國才是非常適合注意這點。關於第一個規格方面，在當時的研究中沒有對車輛和自我輕機槍進行定制。」
沙泰勒羅兵工廠需要在1956年8月25日提供最新型號和一張包含以下內容的資料表：
A）該原型槍的主要特徵；

B）狀態；和

C）當原型機將會在凡爾賽技術實驗機構（Institution of Experiments Techniques Versailles）進行他們的下一個實驗。
在1956年8月23日的信息8354/ET/MAC當中，沙泰勒羅兵工廠向ST/ARM的要求發出了其回應：
1. 1956年2月16日，發送至第一個問題的路線堵塞應該（應該如何卻沒有說明）
2. 原型槍提供可從左和右兩方向以彈鏈供彈及從下方拋殼的機構。
3. 對空中目標的射擊效能等同於目前在輕型防空群使用的12.7毫米重機槍。
4. 射擊地點設置了APX806儀表屏。
5. 重量可與霍奇克斯M1914重機槍相提並論，重槍管時為27.5千克。
6. 多個部件的原理是以AA-52為藍本。
7. 該重機槍發射北約和法國子彈。
8. 它使用沙泰勒羅兵工廠研製的柔性鏈接方式安裝在M3三腳架以上。
9. 其射速為500至600發／分鐘。

## 評價
兩挺原型槍已經提交給CABA，1956年11月30日為第一挺原型槍，1957年5月28日再送上第二挺。後者只是根據測試原型槍1號的結果，作出了一些細節上的改進。1957年6月27日，三挺更完善的重機槍被送往CABA。其中兩挺接受軍隊的技術部門的測試。其演示和其操作原理證明該武器有效，但因為它的形狀和機構（無後部握把），使它也可以安裝在現役的所有軍用車輛。1959年12月10日，7號和8原型槍都交給了伊西萊穆利諾結構工作室作出部隊運輸車輛的適應性試驗。最終在1956年12月，經驗豐富的沙泰勒羅兵工廠接收到生產12挺原型槍的命令。可到了最後，武器仍然是在原型槍的狀態，因為被認為沒有研發的必要。